# Stephostethus cinnamopterus
Stephostethus cinnamopterus är en skalbaggsart som först beskrevs av Mannerheim 1853.  Stephostethus cinnamopterus ingår i släktet Stephostethus, och familjen mögelbaggar. Enligt den finländska rödlistan är arten nära hotad i Finland. Arten är reproducerande i Sverige. Artens livsmiljö är fjällbjörkskogar.